# Cantón de Bourg
El cantón de Bourg era una división administrativa francesa, que estaba situada en el departamento de Gironda y la región de Aquitania.

## Composición
El cantón estaba formado por quince comunas:
- Bayon-sur-Gironde
- Bourg
- Comps
- Gauriac
- Lansac
- Mombrier
- Prignac-et-Marcamps
- Pugnac
- Saint-Ciers-de-Canesse
- Saint-Seurin-de-Bourg
- Saint-Trojan
- Samonac
- Tauriac
- Teuillac
- Villeneuve

## Supresión del cantón de Bourg
En aplicación del Decreto n.º 2014-192 de 20 de febrero de 2014, el cantón de Bourg fue suprimido el 22 de marzo de 2015 y sus 15 comunas pasaron a formar parte del nuevo cantón del Estuario.